# 3430 Бредфілд
3430 Бредфілд (3430 Bradfield) — астероїд головного поясу, відкритий 9 жовтня 1980 року.
Тіссеранів параметр щодо Юпітера — 3,331.